# ولفورد (کارولینای جنوبی)
ولفورد(به انگلیسی: Wellford) شهری در ایالت کارولینای جنوبی کشور ایالات متحده آمریکا است که جمعیت آن در سرشماری سال ۲۰۱۰ میلادی، ۲٬۳۷۸ نفر بوده‌است.